# Banyeres de Mariola
Banyeres de Mariola é um município da Espanha na província de Alicante, Comunidade Valenciana. Tem 50,28 km² de área e em 2021 tinha 7 113 habitantes (densidade: 141,5 hab./km²).

## Demografia
| Variação demográfica do município entre 1991 e 2004 | Variação demográfica do município entre 1991 e 2004 | Variação demográfica do município entre 1991 e 2004 | Variação demográfica do município entre 1991 e 2004 |
| --------------------------------------------------- | --------------------------------------------------- | --------------------------------------------------- | --------------------------------------------------- |
| 1991                                                | 1996                                                | 2001                                                | 2004                                                |
| 7029                                                | 7056                                                | 7115                                                | 7314                                                |